# Eva Canel
Pour les articles homonymes, voir Canel.
Agar Eva Infanzón Canel (Coaña, Asturies, 30 janvier 1857 - La Havane, Cuba, 2 mai 1932), mieux connue sous son pseudonyme Eva Canel, est une écrivaine et journaliste espagnole qui s'est installée à Cuba.

## Biographie
Fille du médecin Pedro Infanzón et d’Epifamía de Canel et Uría, Eva naît le 30 janvier 1857, à Coaña, Asturias. Elle n’a que trois ans quand son père meurt dans un naufrage dû à des pirates ; avec sa mère, elle déménage a Madrid. À 15 ans, elle y débute comme actrice au théâtre, et rencontre Eloy Perillán y Buxó, directeur d’une revue satirique nommée « La Broma » ; elle l’épouse cette année-là.
En 1874 son mari est exilé après avoir publié un pamphlet et doit partir pour la Bolivie, la laissant directrice de la revue. Un an plus tard, Eva part en Amérique pour le rejoindre. Elle est collaboratrice du Ferrocarril, revue de la ville La Paz, dirigée par Perillán. En janvier 1875, le couple emménage à Buenos Aires, où elle commence à travailler à plein temps comme journaliste. En 1876, ils décident de déménager une fois encore, et s'installent à Lima, où ils fondent Las Noticias et collaborent avec plusieurs journaux tels que El Comercio et El Perú Ilustrado. C’est là que naît le seul enfant du couple, baptisé du nom de son père.
Du fait de la Guerre du Pacifique entre le Pérou et le Chili, Eva et sa famille retournent en Espagne, à Barcelone. Pourtant Perillán repart rapidement à Cuba, où il meurt le 1er mars 1889. Eva essaye de trouver un emploi sur l’île, dans deux journaux cubains Quotidien de la Marine et Union Constitutionnelle, mais les directeurs refusent de l’employer. C'est pour cela qu'en 1891 la journaliste fonde son propre hebdomadaire, appelé La Perruche et se caractérisant par son, approche satirique et pamphlétaire. Après huit ans en Cuba, Eva rentre en Espagne à la fin de la Guerre d'Indépendance cubaine, et s'installe de nouveau à Madrid. En 1899 elle retourne à Buenos Aires où elle entame son apogée littéraire, en écrivant trois romans, en donnant nombreuses conférences et en collaborant avec divers journaux. En outre, elle possède une imprimerie et fonde les revues Kosmos, en 1904 et Vie Espagnole, en 1907.
Dévote chrétienne, Canel montrait à ses débuts des affinités politiques avec le républicanisme et les idées démocratiques de son mari. Pourtant, elle se tourne veres le conservatisme et le carlisme. En 1899, pendant son séjour à Buenos Aires, elle obtient arrivé à recevoir une dédicace autographe Monsieur Carlos et de Madame Berta.
Le 15 juillet 1905 elle fait une présentation losr du gala du Théâtre Espagnol de Général Villegas, province de Buenos Aires, durant l'inauguration de l'Hôpital de Charité. Jaime Serralta a fait la présentation de l'écrivaine prestigieuse qui a parlé sur La Caridad et a été longuement applaudie.
En 1914 Eva commence un voyage à travers l’Hispano-Amérique, mais elle tombe malade au Panama. Après avoir un moment envisage de se faire soigner dans une clinique aux États-Unis, elle finit par retourner à Cuba, où elle reçoit l'aide de son ami Antonio Díaz Blanc. Elle continue son travail de journaliste et littéraire jusqu’en 1924, où son état de santé empire ; elle commence à avoir des crises des nerfs et perd de plus en plus la mémoire. Elle meurt le 2 mai 1932 et est enterrée dans son village natal.

## Œuvres
Les œuvres d'Eva Canel sont influencées par diversse tendances et elle utilise des approches allant du romantisme au naturalisme. Parfois, elle nie la paternité de certains de ses écrits est niée ou les attribué à son mari, Eloy Perillán Buxó. Elle a signé avec les pseudonymes ont été, Beata de Jaruco, Fray Jacobo, Ibo Maza, Sofia de Burgos et Clara Mont.

### Roman
- Manolín (1891)
- Trapitos Au soleil (1891)
- Oremus (1893)
- L'eau turbia (1899)

### Théâtre
- La mulata (1891)
- Le indiano (1894)
- En dehors de la loi (1902)
- Eau de citron (1904)
- La abuelita (1905)
- D'Hérode à Ponce Pilate (1905)
- Un de Baler (1907)

### Autres genres
- Choses de l'autre monde. Voyages, histoires et contes américains (1889)
- Magosto. Collection de traditions, romans et conférences asturiennes (1894)
- Album de la Trocha. Bref signalement d'une excursion heureuse depuis Cienfuegos à San Fernando, en parcourant la ligne militaire (1897)
- De l'Amérique. Voyages, traditions et petites romans courtes (1899)
- Ce que j'ai vu en Cuba. À travers l'île (1916)